# Eriochloa macclounii
Eriochloa macclounii är en gräsart som beskrevs av Otto Stapf. Eriochloa macclounii ingår i släktet Eriochloa och familjen gräs. Inga underarter finns listade i Catalogue of Life.